# Anca Tănase
Anca Tănase (Bunești, 15 maart 1968) is een Roemeens voormalig roeister. Tănase maakte haar debuut met de wereldtitel in de acht in 1989. Tijdens de Olympische Zomerspelen 1996 behaalde Tănase met de Roemeense acht de gouden medaille. Een jaar later beëindigde Tănase haar carrière met haar derde wereldtitel in de acht tijdens de Wereldkampioenschappen roeien 1997
Haar man Iulică Ruican won tijdens de Olympische Zomerspelen 1992 een gouden en een zilveren medaille.

## Resultaten
- Wereldkampioenschappen roeien 1989 in Bled  in de acht
- Wereldkampioenschappen roeien 1993 in Račice 7e in de dubbel-vier
- Wereldkampioenschappen roeien 1994 in Indianapolis 4e in de vier-zonder
- Wereldkampioenschappen roeien 1994 in Indianapolis  in de acht
- Wereldkampioenschappen roeien 1995 in Tampere 6e in de twee-zonder
- Wereldkampioenschappen roeien 1995 in Tampere  in de acht
- Olympische Zomerspelen 1996 in Atlanta  in de acht
- Wereldkampioenschappen roeien 1997 in Aiguebelette-le-Lac  in de vier-zonder
- Wereldkampioenschappen roeien 1997 in Aiguebelette-le-Lac  in de acht

1976: Goretzki & Knetsch & Richter & Ahrenholz & Kallies & Ebert & Lehmann & Müller & Wilke ·
1980: Boesler & Neisser & Köpke & Schütz & Kühn & Richter & Sandig & Metze & Wilke ·
1984: O'Steen & Metcalf & Bower & Graves & Flanagan & Norelius & Thorsness & Keeler & Beard ·
1988: Strauch & Zeidler & Haacker & Wild & Kluge & Schröer & Balthasar & Stange & Neunast ·
1992: Barnes & Taylor & Delehanty & Crawford & McBean & Worthington & Monroe & Heddle & Thompson ·
1996: Tănase & Cochelea & Gafencu & Spîrcu & Olteanu & Lipă & Popescu & Ignat & Georgescu ·
2000: Damian & Susanu & Olteanu & Cochelea & Dumitrache & Lipă & Gafencu & Ignat & Georgescu ·
2004: Florea & Susanu & Bărăscu & Papuc & Gafencu & Lipă & Damian & Ignat & Georgescu ·
2008: Cafaro & Cummins & Davies & Francia & Goodale & Lind & Logan & Shoop & Whipple ·
2012: Cafaro & Francia & Lofgren & Ritzel, Musnicki & Logan & Lind, Davies & Whipple ·
2016: Elmore & Gobbo & Logan & Musnicki, Polk & Regan & Schmetterling & Simmonds & Snyder ·
2020: Roman & Gruchalla-Wesierski & Roper & Proske & Grainger & Mailey & Payne & Wasteneys & Kit ·
2024: Rusu & Anghel & Bodnar & Lehaci & Adam & Bereș & Vrînceanu & Radiș & Petreanu